# Peltosaari (ö i Karstula, Enonjärvi)
Peltosaari är en ö i Finland. Den ligger i sjön Enonjärvi och i kommunen Karstula i den ekonomiska regionen  Saarijärvi-Viitasaari och landskapet Mellersta Finland, i den centrala delen av landet, 300 km norr om huvudstaden Helsingfors. Öns area är 2,3 hektar och dess största längd är 300 meter i öst-västlig riktning.